# موسیقی سنتی ایرلندی

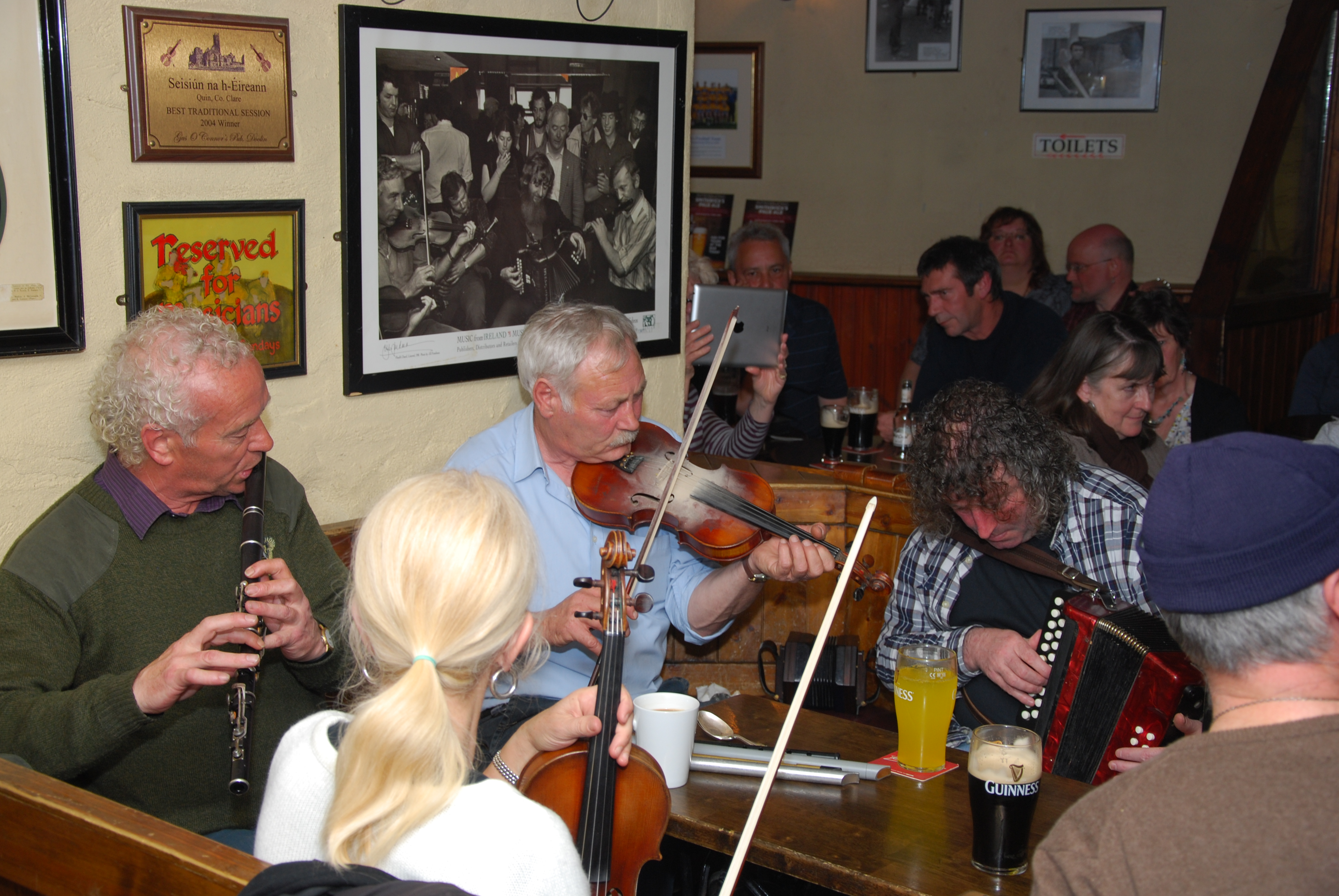
گروهی در حال آموزش موسیقی سنتی ایرلندی

موسیقی سنتی ایرلندی (به ایرلندی: Ceol traidisiúnta na hÉireann) یا موسیقی فولکلور ایرلندی یک سبک موسیقی فولکلور است که در ایرلند توسعه یافته‌است.
سازهایی که در این سبک استفاده می‌شوند شامل کروت (نوعی چنگ کوچک)، کلیرسیچ (نوعی چنگ بزرگ)، تیمپان (نوعی ساز زهی)، فیدان (نوعی فلوت)، بوین (نوعی ابوا)، گوتبوین (نوعی فاگوت)، بنبوابال و کورن (انواعی از سرنا)، کویسلنا (نوعی نی‌انبان)، استوک و استورگان (انواعی از ترومپت) و کنامها (نوعی استخوان) می‌شوند.
موسیقی فولکلور ایرلندی نسبت به موسیقی سنتی بومی اکثر کشورهای اروپایی، در برابر نیروهای سینما، رادیو و رسانه‌های جمعی به شدت مقاومت کرده‌است. این احتمالاً به این دلیل است که این کشور در هر دو جنگ جهانی از لحاظ جغرافیایی میدان نبرد نبود. یکی دیگر از عوامل بالقوه اقتصاد عمدتاً برپایهٔ کشاورزی ایرلند است که در آن سنت‌های شفاهی معمولاً رشد می‌کنند. از پایان جنگ جهانی دوم تا اواخر دهه پنجاه به موسیقی سنتی ایرلند توجه کمی می‌شد. کومهالتاس سئولتوری ایرئان (یک سازمان موسیقی سنتی ایرلندی) و فستیوال موسیقی فلد کئویل به احیای آن کمک شایانی کردند. موفقیت برادران کلانکی در سال ۱۹۵۹ در آمریکا، باعث رونق دوباره موسیقی سنتی ایرلندی شد.
در طول تاریخ موسیقی سنتی ایالات متحده از موسیقی ایرلند، انگلیس و اسکاتلند به دلیل مبادله فرهنگی بسیار تأثیر پذیرفته‌است. در دهه ۱۹۷۰، موسیقی سنتی ایرلندی دوباره در موسیقی آمریکا و حتی استرالیا و اروپا نیز تأثیر گذار بود. این سبک گهگاهی نیز در راک اند رول، پانک راک و سایر سبک‌ها ذوب شده‌است.